# Kent Championships 1980
Il Kent Championships 1980 è stato un torneo di tennis facente parte della categoria ATP Challenger Series nell'ambito dell'ATP Challenger Series 1980. Il torneo si è giocato a Beckenham in Gran Bretagna dal 2 all'8 giugno 1980 su campi in erba.

## Vincitori

### Singolare
Onny Parun ha battuto in finale  Sandy Mayer con il punteggio di 6–4, 4–6, 9–7

### Doppio
John Austin /  Van Winitsky hanno battuto in finale  Chris Johnstone /  Greg Whitecross per walkover